# Ruben Reeves
Ruben Reeves (Chicago of Evansville, 25 oktober 1905 - New York, 8 september 1975) was een Amerikaanse jazztrompettist en orkestleider, die werd gerekend tot de Chicago-jazz.

## Biografie
Reeves begon lokaal te spelen in het midwesten. Hij verhuisde in 1924 naar New York en vervolgens naar Chicago in 1925. In 1926 trad hij toe tot het orkest van Erskine Tate en speelde toen met Fess Williams en Dave Peyton (1928-1930). Ruben Reeves maakte in 1927 samen met zijn broer Gerald Reeves en Johnny Dodd opnamen. Daarna was hij lid van de formatie Missourians, wiens leiding later werd overgenomen door Cab Calloway. In Chicago nam hij lessen van de Duitse trompettist Albert Cook, die speelde in de Chicago Symphony. In 1928 ontstonden opnamen onder zijn eigen naam met muzikanten van dit orkest (Papa Skag Stomp, Blues Sweets, Texas Special Blues). Tijdens het spelen in het Regal Theatre in 1929, speelde Peyton Reeves, zijn hete trompettist, op een avond waarop Louis Armstrong, die een optreden had aan de overkant van de straat in het Savoy, als gast optrad. Het 'wrede' gebaar van Peyton in een poging om Armstrong te intimideren werkte niet toen het publiek Armstrong smeekte om vijf toegiften te spelen. Hij tekende bij Vocalion Records en nam als bandleider op met zijn bands de Tributaries en de River Boys. Onder zijn sidemen waren zijn broer, trombonist Gerald Reeves, en klarinettist Omer Simeon (20 kanten werden opgenomen in 1929). Hij speelde onder Cab Calloway in 1931-1932 en nam opnieuw op met de River Boys in 1933. Hij toerde als leader van 1933-1935 en speelde daarna freelance tot eind jaren 1930. Tijdens de Tweede Wereldoorlog leidde hij de legerband de Jungleers. Gestationeerd in het Army Jungle Training Center aan de noordoostkust van Oahu, waren ze populaire deelnemers aan Battle of the Band-wedstrijden die een integraal onderdeel waren van het buitengewone muziekcircuit in Hawaï tijdens de oorlog. Na de oorlog speelde hij in de Blusicians van Harry Dial in 1946.
In 1952 verliet Reeves de muziekbusiness en ging werken als bewaker in een bank. De volledige output van Reeves als bandleider is door RST Records op één cd uitgebracht.

## Overlijden
Reeves overleed in september 1975 op bijna 70-jarige leeftijd.

## Discografie
- Cab Calloway: 1931–1932 (Classics)
- Ruben Reeves: The Complete Vocalions 1928-1933 (Timeless Records) met Darnell Howard, Omer Simeon, Franz Jackson, Blanche Calloway